# D2 (ワタナベエンターテインメント)
D2（ディーツー）は、ワタナベエンターテインメントに所属する男性俳優・タレントで構成された集団。同事務所の男性俳優集団D-BOYSの弟的な存在にあたり、D-BOYSオーディションの参加者・受賞者も多い。2013年10月、D-BOYSに加入すると発表され、D-BOYS内のグループとなった。
2009年に6名で結成され、2010年4月に10名に増員し「本格始動」と発表。同年12月の増員を経て16名になる。2011年7月以降、新メンバーの加入はない。
D-BOYSとの合体以前から「Dステ」に出演する機会が多く、2013年にはD2メンバーのみ出演の「Dステ」が上演された。ほかに舞台『ミュージカル忍たま乱太郎』や『ミュージカル・テニスの王子様2ndシーズン』に数名が出演している。映画・テレビドラマの主演を務めるメンバーも輩出している。メンバー総出演の作品として、映画『ポールダンシングボーイ☆ず』やテレビ番組『TV・局中法度!』などがある。

## メンバー

### 現メンバー
公式サイト記載順
| 名前         | よみ                  | 生年月日      | 加入時期   | 備考                                                                  |
| ------------ | --------------------- | ------------- | ---------- | --------------------------------------------------------------------- |
| 陳内将       | じんない しょう       | 1988年1月16日 | 2009年7月  | ワタナベエンターテイメントカレッジ卒業生。                            |
| 池岡亮介     | いけおか りょうすけ   | 1993年9月3日  | 2010年4月  | 第6回D-BOYSオーディション：準グランプリ。                             |
| 山田裕貴     | やまだ ゆうき         | 1990年9月18日 | 2010年12月 | D☆DATE新メンバーオーディション：D-BOYS部門グランプリ。                |
| 大久保祥太郎 | おおくぼ しょうたろう | 1995年8月27日 | 2010年12月 | 子役（劇団ひまわり）出身。 ワタナベエンターテイメントスクール卒業生。 |

### 過去のメンバー
| 名前         | よみ                | 生年月日      | 脱退時期       | 加入時期   | 備考                                                                   |
| ------------ | ------------------- | ------------- | -------------- | ---------- | ---------------------------------------------------------------------- |
| 今野良太郎   | こんの りょうたろう | 1993年8月23日 | 2011年7月31日  | 2010年12月 | D☆DATE新メンバーオーディション：最終選考会出場。                       |
| 上鶴徹       | かみつる とおる     | 1989年6月26日 | 2014年12月25日 | 2009年7月  | 第20回ジュノン・スーパーボーイ・コンテスト：最終選考会出場。           |
| 山口賢貴     | やまぐち けんき     | 1986年7月17日 | 2015年12月25日 | 2009年7月  | 第4回D−BOYSオーディション：最終選考会出場。 D2歴代最年長。             |
| 近江陽一郎   | おおみ よういちろう | 1989年4月5日  | 2016年3月31日  | 2010年4月  | 第6回D-BOYSオーディション：審査員特別賞。                              |
| 阿久津愼太郎 | あくつ しんたろう   | 1995年6月21日 | 2016年9月30日  | 2010年4月  | 第6回D-BOYSオーディション：グランプリ。                                |
| 土屋シオン   | つちや しおん       | 1992年8月7日  | 2018年9月28日  | 2010年12月 | 子役（キリンプロ）出身。 ワタナベエンターテイメントスクール卒業生。    |
| 根岸拓哉     | ねぎし たくや       | 1996年3月12日 | 2018年12月26日 | 2010年4月  | 第22回ジュノン・スーパーボーイ・コンテスト：最終選考会出場。D2最年少。 |
| 白又敦       | しらまた あつし     | 1994年3月22日 | 2019年3月29日  | 2010年12月 | 第5回D-BOYSオーディション：最終選考ノミネート。                        |
| 西井幸人     | にしい ゆきと       | 1995年6月14日 | 2021年9月30日  | 2009年7月  | 第5回D−BOYSオーディション：準グランプリ。                              |
| 前山剛久     | まえやま たかひさ   | 1991年2月7日  | 2022年6月30日  | 2010年12月 | D☆DATE新メンバーオーディション：最終選考会出場。                       |
| 荒井敦史     | あらい あつし       | 1993年5月23日 | 2023年3月31日  | 2009年7月  | 第21回ジュノン・スーパーボーイ・コンテスト：ビデオジェニック賞受賞。   |
| 三津谷亮     | みつや りょう       | 1988年2月11日 | 2023年9月30日  | 2009年7月  | 第5回D−BOYSオーディション：審査員特別賞。                              |
| 志尊淳       | しそん じゅん       | 1995年3月5日  | 2023年12月31日 | 2011年7月  | ワタナベエンターテイメントスクール卒業生。                             |

## 略歴
2008年
- 6月、山口賢貴・上鶴徹・陳内将が『D-BOYS STAGE vol.2「ラストゲーム〜最後の早慶戦〜」』に出演。

2009年
- 4月、陳内・三津谷亮が『D-BOYS STAGE vol.3「鴉〜KARASU〜04」』に出演。
- 7月、山口・上鶴・三津谷・陳内に西井幸人・荒井敦史を加えた6名をD-BOYSの弟的ユニット「D2」とし、D-BOYSの公式サイトから応援メッセージを送れるシステムを設ける。
- 7月 - 8月、D-BOYSのイベントに「D2」として参加、メンバーのブロマイドも発売される。
- 10月、山口・上鶴・陳内・三津谷が『D-BOYS STAGE vol.3「鴉〜KARASU〜10」』に出演。

2010年
- 4月、阿久津愼太郎・池岡亮介・近江陽一郎・根岸拓哉が加入。公式サイト・公式モバイルサイトが開設され、「本格始動」と発表される。事務所ホームページ内のプロフィールも「D2」として独立。
- 4月 - 5月、陳内が『D-BOYS STAGE 2010 trial-1「NOW LOADING」』に出演。
- 6月27日、表参道FABにて初のライブ「Introduction!」を開催。
- 8月15日、表参道GROUNDにて2回目のライブ「始業式」を開催。
- 8月 - 9月、山口・上鶴・荒井・阿久津・池岡・近江が『D-BOYS STAGE 2010 trial-2「ラストゲーム」』に出演。
- 9月26日、表参道GROUNDにて3回目のライブを開催。D2主演の映画『ポールダンシングボーイ☆ず』の制作を発表。
- 11月28日、山口・陳内・荒井・阿久津の4名によるライブ「D2の消失」開催。
- 12月、山田裕貴・今野良太郎・前山剛久・白又敦・土屋シオン・大久保祥太郎が加入。
- 12月25日、表参道GROUNDにてライブ「クリスマス会」を開催、同月に加入した新メンバーのお披露目が行われた。

2011年
- 2月11日 - 13日、山口・西井・陳内・荒井・阿久津・近江・山田・今野・前山・白又・土屋・大久保がD-BOYSとのコラボイベント「春どこ2011[注 1]」に出演（近江・山田は12・13日のみコーナーゲストとして出演）。
- 2月26日、『ポールダンシングボーイ☆ず』完成披露試写会。メンバー数名と監督の金子修介が登壇し挨拶[6]。
- 4月 - 5月、山口が『D-BOYS STAGE 2011 「ヴェニスの商人」』に出演。
- 5月28日、『ポールダンシングボーイ☆ず』公開。新宿、池袋にて舞台挨拶、ポニーキャニオン本社にてイベント開催。
- 7月7日、志尊淳が加入。
- 7月20日、今野が学業に専念するため同月末で脱退、事務所も退所と発表[5]。
- 8月22日 - 9月8日、朝日放送にて初の冠番組『D2のメシとも!』が放送される[7]。
- 8月27日、『ポールダンシングボーイ☆ず』DVD発売イベント開催。
- 10月2日、デックス東京ビーチにて『D2のメシとも!』DVD発売記念握手会開催。
- 12月24日、表参道GROUNDにてライブ「第II回クリスマス会」を開催。

2012年
- 2月17日 - 19日、NEW PIER HALLにて行われたイベント「春どこ2012[注 2]」に出演。
- 4月 - 5月、陳内・阿久津が「D-BOYS STAGE 10th『淋しいマグネット』」に出演。
- 5月6日、ライブ「後輩会」開催。
- 6月、山田がD-BOYS主演のテレビドラマ『D×TOWN』に出演[8][注 3]。
- 9月18日、ファースト写真集『D2 First 〜Always〜』発売。10月27日に全員参加で発売記念イベントを行う[9]。
- 10月6日、初のメンバー全員出演[10]のテレビ番組『TV・局中法度!』が始まる。

2013年
- 1月23日 - 2月10日、メンバー総出演の舞台『Dステ 12th「TRUMP」』を東京・大阪で上演[11]。
- 3月10日、『TV・局中法度!』DVDのイベントを開催[12]。
- 8月16日 - 18日、『TV・局中法度!』から派生した企画で、赤坂BLITZにて初の音楽ライブ『局中音楽館LIVE〜幕末フェスティバル〜』を開催[13][14]。
- 10月1日、「新生D-BOYS」として、D-BOYSに加入することが発表される[1][2]。
- 11月23日、2チームに分かれて出演した単独ライブの前半「fan for all, all for fans」開催。
- 12月7日、2チームに分かれて出演した単独ライブの後半「8人たして∞ こんな僕達どうですか?」開催。

2014年
- 12月25日、上鶴が事務所離籍につき脱退。

2015年
- 12月25日、山口が事務所離籍につき卒業。

2016年
- 3月31日、近江が事務所離籍につき卒業。
- 9月30日、阿久津が事務所離籍につき卒業。

2018年
- 9月28日、土屋が事務所離籍につき卒業。
- 12月26日、根岸が事務所離籍につき卒業。

2019年
- 3月29日、白又が事務所離籍につき卒業。

2021年
- 9月30日、西井が事務所離籍につき卒業。

2022年
- 6月30日、前山が事務所離籍につき脱退。

2023年
・3月31日、荒井が事務所離籍につき卒業。
・9月30日、三津谷が事務所離籍につき脱退。
・12月31日、志尊が事務所離籍につき卒業。

## 出演

### テレビ番組
- D2のメシとも!（2011年8月22日 - 9月8日、朝日放送）
- TV・局中法度!（2012年10月 - 3月、テレビ神奈川 ほか）

### 映画
- ポールダンシングボーイ☆ず（2011年）

### 配信
- D2のオールナイトニッポンモバイル-こちらD2探偵社-（2013年1月 - 、ニッポン放送）

## 単独ライブ
Introduction!
- 日程・会場：2010年6月27日・表参道FAB
- 出演：全員[注 4]

始業式
- 日程・会場：2010年8月15日・表参道GROUND
- 出演：全員[注 4]

制作発表
- 日程・会場：2010年9月26日・表参道GROUND
- 出演：山口、上鶴、西井、陳内、三津谷、荒井、阿久津、池岡、近江
- 映画『ポールダンシングボーイ☆ず』の制作発表。監督の金子修介が飛び入り出演[15]。

D2の消失
- 日程・会場：2010年11月28日・表参道GROUND
- 出演：山口、陳内、荒井、阿久津

クリスマス会
- 日程・会場：2010年12月25日・表参道GROUND
- 出演：山口、西井、陳内、荒井、阿久津、山田、今野、前山、白又、土屋、大久保
- 12月加入の新メンバー初お披露目。

1周年
- 日程・会場：2011年5月22日・表参道GROUND
- 出演：山口、上鶴、三津谷、陳内、荒井、阿久津、池岡、近江、根岸、前山、土屋

第II回クリスマス会
- 日程・会場：2011年12月24日・表参道GROUND
- 出演：山口、西井、陳内、阿久津、近江、根岸、前山、大久保

後輩会
- 日程・会場：2012年5月6日・表参道GROUND
- 出演：山田、前山、白又、大久保、志尊

局中音楽館LIVE 〜幕末フェスティバル〜
- 日程・会場：2013年8月16日 - 18日・赤坂BLITZ
- 出演：全員[注 4]
- 『TV・局中法度!』から派生した音楽ライブ。

fan for all, all for fans
- 日程・会場：2013年11月23日・表参道GROUND
- 出演：山口、上鶴、西井、阿久津、山田、前山、土屋、志尊

8人たして∞ こんな僕達どうですか?
- 日程・会場：2013年12月7日・表参道GROUND
- 出演：三津谷、陳内、荒井、池岡、近江、根岸、白又、大久保

## 作品

### DVD
- D2 The First Message （ポニーキャニオン）
  - #1 陳内将×近江陽一郎 "Precious" （2011年11月16日）
  - #2 荒井敦史×阿久津愼太郎 "Versus" （2011年11月16日）
  - #3 山口賢貴×三津谷亮 "for you" （2012年9月19日）
  - #4 池岡亮介×志尊淳 "Endless Summer" （2012年9月19日）

### 写真集
- D2 First 〜Always〜（2012年9月18日、学研パブリッシング）ISBN 978-4-05-405451-6

### その他
- プリンスシリーズ D2 ファーストトレーディングカード（2012年、学研パブリッシング）

## 連載
- TV LIFE「D2法度!」（2012年10月 - 2013年3月、学研パブリッシング）